# Priapella bonita
Priapella bonita är en fiskart som först beskrevs av Meek, 1904.  Priapella bonita ingår i släktet Priapella och familjen Poeciliidae. IUCN kategoriserar arten globalt som utdöd. Inga underarter finns listade i Catalogue of Life.